# لانتان هگزابورید

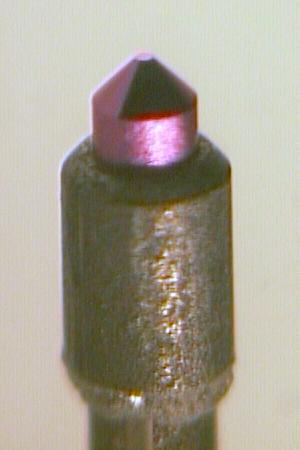

لانتانیم هگزابورید (به انگلیسی: Lanthanum hexaboride) با فرمول شیمیایی LaB۶ یک ابررسانا است با تابع کار بسیار کم که جرم مولی آن 203.78 g/mol است. به‌طور معمول این ماده به رنگ ارغوانی است اما اگر مقدار برم در ان زیاد شود به رنگ ابی در خواهد آمد. همچنین اگر ان را یون بمبارن کنند به رنگ سبز زمردی در خواهد آمد.
این ماده یک سرامیک نسوز با نقطه ذوب ۲۲۱۰ درجه سانتی گراد که در اب و هیدروکلریک اسید نا محلول بوده و در خلأ پایدار است. این ماده جزو منابع گرمایونی حساب می‌شوند. درگذشته بیشتر از فیلمان‌های تنگستن و امروزه بیشتر از بلورهای لانتانیوم هگزابورید استفاده می‌شود. این ماده تا حدود زیادی در مقابل پدیده cathode poisoning مقاوم است.
تابندگی(A/cm²-sr) برابر ۱۰۷ و مقدار عمر کاری برای این ماده بیشتر از ۱۰۰۰ ساعت است در حالی که عمر کاری فیلامان تنگستن ۲۰ ساعت است.
سرعت تبخیر این ماده برابر ۲٫۲ × ۱۰^۹ (g/cm²-sec) است.
با این وجود کار با فیلامان LaB6 مشکلاتی نیز دارد مثلاً ۱۰ برابر بیشتر از فیلامان تنگستن به خلأ نیاز دارد و به راحتی گرم نمی‌شود بر خلاف فیلامان تنگستن که با عبور جریان الکتریسیته از ان گرم می‌شود.

## جستارهای وابسته

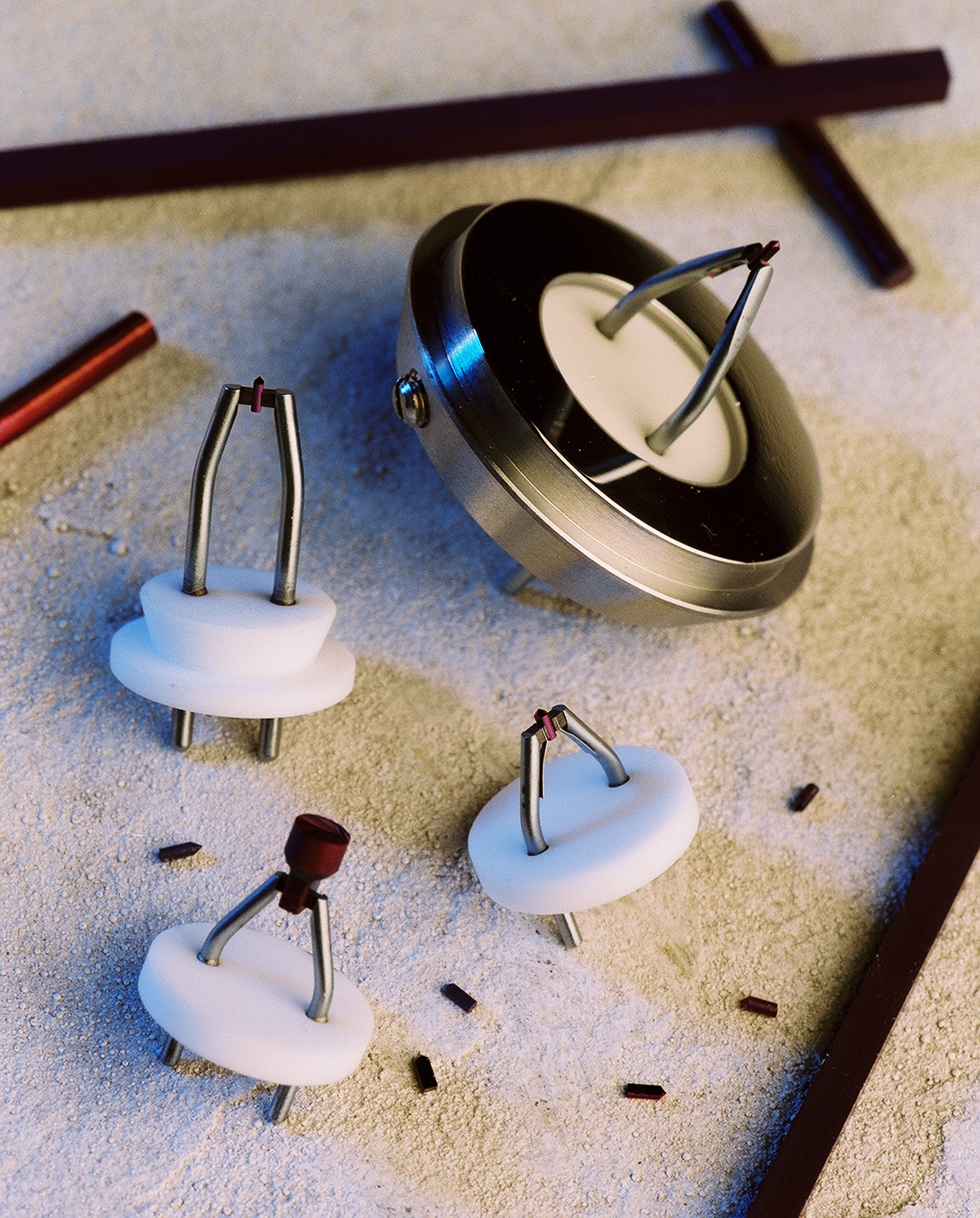